# Radiòmetre de cavitat actiu
Radiòmetre de cavitat actiu - autocalibrat elèctricament, és un pirheliòmetre de cavitat utilitzat per mesurar la irradiància solar total i espectral.